# Melaleuca calcicola
Melaleuca calcicola är en myrtenväxtart som först beskrevs av Bryan Alwyn Barlow och Lyndley Alan Craven, och fick sitt nu gällande namn av Lyndley Alan Craven och Lepschi. Melaleuca calcicola ingår i släktet Melaleuca och familjen myrtenväxter. Inga underarter finns listade i Catalogue of Life.